# Ouanaminthe
Ouanaminthe (em crioulo, Wanament ou Wanamèt; em castelhano, Juana Méndez), é uma comuna do Haiti, situada no departamento do Nordeste e no arrondissement de Ouanaminthe.